# Paweł Smirnow
Paweł Aleksandrowicz Smirnow, ros. Павел Александрович Смирнов (ur. 27 kwietnia 1982 w Mieżdurieczensku) – rosyjski szachista, arcymistrz od 2003 roku.

## Kariera szachowa
W 1993 r. podzielił III m. w mistrzostwach Europy do 12 lat w Szombathely. W 2000 zdobył w Ufie srebrny medal (za Dmitrijem Jakowienko) mistrzostw kraju do lat 20, sukces ten powtarzając rok później w Kazaniu (za Jewgienijem Szaposznikowem). W 2002 triumfował w Nowosybirsku, Nieftiejugansku i Tomsku oraz podzielił II m. w finale mistrzostw Rosji rozegranym w Krasnodarze. W 2004 zwyciężył w mistrzostwach Wspólnoty Narodów w Bombaju (wspólnie z Nigelem Shortem) oraz w akademickich mistrzostwach świata, zajął I m. w memoriale Tigrana Petrosiana w Erywaniu (przed Wasilijem Iwanczukiem), ponownie podzielił II m. w finale mistrzostw kraju oraz osiągnął jeden z największych sukcesów w karierze, awansując do IV rundy (najlepszej szesnastki) mistrzostw świata w Trypolisie (w której przegrał z Teymurem Rəcəbovem), wcześniej eliminując m.in. Lewona Aroniana. W 2006 zwyciężył w Tomsku, natomiast w 2007 podzielił III m. (za Jewgienijem Najerem i Wasilijem Jemielinem, wraz z m.in. Aleksiejem Aleksandrowem) w Moskwie. W 2008 r. zdobył w Nowokuźniecku brązowy medal akademickich mistrzostw świata. W 2010 r. zwyciężył (wspólnie z m.in. Siemionem Dwojrisem) w Pawłodarze.
Najwyższy ranking w dotychczasowej karierze osiągnął 1 stycznia 2005 r., z wynikiem 2645 punktów zajmował wówczas 51. miejsce na światowej liście FIDE, jednocześnie zajmując 15. miejsce wśród rosyjskich szachistów.